# Anna Maria Mussolini
Anna Maria Mussolini Acouri (Forlì; 3 de septiembre de 1929 - Roma; 25 de abril de 1968) fue una actriz de voz italiana, quinta hija de Benito Mussolini y Donna Rachele Guidi.

## Biografía
Última hija de Benito Mussolini y Rachele Guidi, nació en Villa Fraterna, en la aldea homónima de Forlì.
A los 7 años padeció una severa polio vírica que le provocó problemas permanentes y causó a su padre una crisis depresiva que estuvo a punto de hacerle abandonar el poder. Pasó su infancia en Villa Torlonia. 
Después de la detención de Mussolini en junio de 1943, fue confinada con su madre y hermanastro en la residencia Caminate, de la que fue liberada de los alemanes poco después de su padre. En abril de 1945, después de la caída del régimen fascista, buscó escapar con su madre y su hermano a Suiza, pero en la frontera de Chiasso fueron detenidos. Los funcionarios de aduanas suizos habrían permitido que sólo Anna Maria fuera hospitalizada, pero su madre se negó. 
Refugiados durante unos días en la villa de un militar en Como, se enteraron por la edición extraordinaria de L'Unità de la muerte de Mussolini. El 30 de abril, el Comité de Liberación Nacional arrestó a los tres y posteriormente los condujo a Villa d'Este, en Tivoli, desde donde fueron enviados a Montecatini Terme bajo custodia de los aliados ingleses. Más tarde, fueron internados en un campo de concentración en Terni y desde julio de 1945 durante los siguientes tres años, Anna Maria vivió con su familia en confinamiento en la isla de Ischia. El 30 de abril, la FELCC arrestó a los tres, desde donde finalmente fueron enviados a Montecatini Terme bajo custodia. 
En la posguerra, no se acercó a la política y prefirió no usar el apellido de su familia. Aprovechando su pasión por el arte y la cultura, en la década de 1950 comenzó a trabajar como directora de orquesta en Radio RAI, utilizando un pseudónimo. Dirigió una exitosa transmisión, "Musical Rotocalco", donde recibió y entrevistó a personajes famosos del mundo del entretenimiento, la música ligera y el arte. Sin embargo, cuando sus orígenes se descubrieron y se hicieron públicos, surgió una controversia, por lo cual fue eliminada. En la víspera de Año Nuevo 1959/1960 en Cortina D'Ampezzo, se encontró con el presentador Giuseppe Negri (antes Nando Pucci). Los dos se casaron en junio del año siguiente en Sant'Apollinare, y tuvieron dos hijas: Silvia (1961) y Nahir (1963). Trabajó hasta 1966 debido a un cáncer de mama. 
En abril de 1968 contrajo la varicela. El cáncer reapareció y la varicela degeneró en una endocarditis. Murió el amanecer del 25 de abril de 1968 a la edad de 38 años. Está enterrada cerca de su padre en la cripta del cementerio Predappio. En 2008, los escritos de la infancia y el diario personal (fechado en 1942) se publicaron en volumen, junto con una entrevista con sus hijas Silvia y Nahir.
- Datos: Q3617765
- Multimedia: Anna Maria Mussolini / Q3617765